# 中建苗族彝族乡
中建苗族彝族乡是中华人民共和国贵州省毕节市黔西市下辖的一个民族乡。

## 行政区划
中建苗族彝族乡下辖以下村级行政区划单位：
中广村、民主村、营盘村、普盖村、龙凤村和红板村。